# Чистюнино
Чистюнино — упразднённая деревня в Грязовецком районе Вологодской области.
В рамках организации местного самоуправления входила в состав Сидоровского муниципального образования (с 1 января 2006 года по 9 апреля 2009 года входила в Лежское муниципальное образование), в рамках административно-территориального устройства — в Анохинский сельсовет.
Расстояние до районного центра Грязовца по автодороге — 34 км, до центра муниципального образования Сидорово по прямой — 18 км. Ближайшие населённые пункты — Клепиково, Хлызино, Слобода.
По данным переписи в 2002 году постоянного населения не было.
18 марта 2020 года Сидоровским сельским поселением было принято решение упразднить Чистюнино. По постановлению Правительства Вологодской области от 10 января 2022 деревня Чистюнино Анохинского сельского совета с 21 января 2022 считается упразднённой и исключается из списков.